# Hermann Josef Pottmeyer

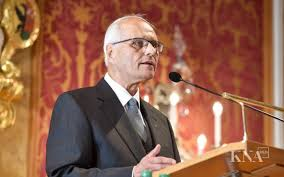
Hermann Josef Pottmeyer spricht auf dem Festakt zum Gedenken an die Gründung der Deutschen Bischofskonferenz (DBK) vor 150 Jahren am 28. September 2017 im Fuldaer Stadtschloss.

Hermann Josef Pottmeyer (* 1. Juni 1934 in Bocholt; † 12. Juni 2023 in Münster) war ein deutscher römisch-katholischer Geistlicher und Fundamentaltheologe.

## Leben
Nach dem Abitur folgte von 1954 bis 1963 das Studium der katholischen Theologie und der Philosophie in Münster und Rom, das er mit dem Lizenziat (Lic.phil.) abschloss. Am 10. Oktober 1960 empfing Hermann Josef Pottmeyer die Priesterweihe.
1964 wurde er an der Päpstlichen Universität Gregoriana nach der Anfertigung der Dissertationsschrift Der Höhepunkt der Auseinandersetzung um Glauben und Wissenschaft im 19. Jahrhundert. Dogmatisch-historische Untersuchung der Konstitution „Dei Filius“ des 1. Vatikanischen Konzils zum Dr. theol. promoviert.
Anschließend war er von 1964 bis 1966 Kaplan in St. Pankratius in Emsdetten, bevor er 1966 Assistent am Lehrstuhl für Dogmatik der Katholisch-Theologischen Fakultät der Westfälischen Wilhelms-Universität Münster bei Walter Kasper wurde und ein Dozentur antrat.
1974 erwarb er die Lehrbefugnis durch seine Habilitation im Bereich der Systematischen Theologie (Dogmatik und Dogmengeschichte) ebenda. Betreut wurde die Arbeit von Peter Hünermann. Ebenfalls 1974 erfolgte seine Bestellung zum Ordinarius für Fundamentaltheologie an der Ruhr-Universität Bochum. In den folgenden Jahren schlug er mehrere auswärtige Rufe aus. In den Jahren 1975 bis 76 stand er der Fakultät als Dekan vor. Als Wissenschaftlicher Beirat wurde Pottmeyer 1980 ernannt. Pottmeyer zog 1985 auf das Pfarrgebiet von Sankt Mauritz in Münster und nahm seitdem dort als Subsidiar seelsorgerische Aufgaben in den Gemeinden Herz-Jesu und St. Elisabeth wahr. Von 1991 bis 1992 übernahm er eine Gastprofessur an der Universität Notre Dame, Indiana/USA. Als Professor für Fundamentaltheologie wurde er im Jahre 2000 emeritiert. Von 2000 bis 2001 übernahm Pottmeyer nochmals die Gastprofessur an der Universität Notre Dame.
Ab 1980 war Pottmeyer Mitglied der Glaubenskommission der Deutschen Bischofskonferenz (bis 2003). Seit 1982 gehörte er dem Wissenschaftlichen Beirat des Johann-Adam-Möhler-Instituts in Paderborn an. Ab 1987 war er Berater des Zentralkomitees der deutschen Katholiken. Seit 1992 war er Mitglied der Académie Internationale des Sciences Religieuses. Ab 1989 war er Mitglied im Ökumenischen Arbeitskreis evangelischer und katholischer Theologen und ab 1993 in der Internationalen Theologenkommission (bis 2003). 1993 wurde er in den Wissenschaftlichen Beirat des Istituto Paolo VI in Brescia berufen. Von 1995 bis 2000 war er Gastmitglied in der Kammer für Theologie der Evangelischen Kirche in Deutschland (EKD).
Hermann Josef Pottmeyer starb am 12. Juni 2023 im Alter von 89 Jahren. Er wurde in seinem Geburtsort Bocholt in der Familiengruft beigesetzt.

## Wissenschaftliches Werk
Hermann Josef Pottmeyer setzte sich in seiner wissenschaftlichen Arbeit maßgeblich mit der Aufarbeitung der Ergebnisse des II. Vatikanischen Konzils auseinander. Er ging davon aus, dass das Potenzial dieses zentralen kirchlichen Ereignisses des 20. Jahrhunderts noch nicht voll entfaltet worden sei bzw. dass es einer Weiterführung bedürfe.
Eine zentrale Rolle spiele dabei die Konzeption des Dienstes des Papstes innerhalb der Kirche („Das Petrusamt wird seine wahre Dimension, ein Dienst an der Communio aller Kirchen und Christen zu sein, erst gewinnen, wenn seine Konzeption nicht länger von der vorkonziliaren Ekklesiologie bestimmt wird“) sowie die richtige Interpretation der „hierarchischen“ Verfassung der Kirche und der Rolle der Laien in derselben.
Ein wissenschaftliches Hauptverdienst Pottmeyers war die Edition des „Handbuches der Fundamentaltheologie“ gemeinsam mit Walter Kern und Max Seckler, das im deutschen und – in der Übersetzung – im italienischen Sprachraum das Standardwerk dieser Wissenschaftsdisziplin wurde.
Pottmeyer förderte eine große Zahl von Promotionen – fast 30 Doktoranden konnten in dieser Zeit ihre Dissertation verfassen – von denen einige inzwischen selbst Lehrstuhlinhaber sind. Das Schriftenverzeichnis Pottmeyers zählte (Stand: 2020) 18 Bücher und Herausgeberschaften sowie 220 Artikel und Beiträge, von denen nicht wenige in andere Sprachen übersetzt wurden. Zu den Schülern Pottmeyers gehören u. a. Reinhard Marx und Klaus Winterkamp.

## Auszeichnungen
- 1991 Johannes-Quasten-Award der Catholic University of America, Washington, D.C.
- 1998 Ehrendoktorwürde der Theologischen Fakultät der Päpstlichen Theologischen Akademie Krakau
- 2001 Ernennung zum „Ehrenprälaten Seiner Heiligkeit“ durch Papst Johannes Paul II.
- 2020 Ehrendoktorwürde der Theologischen Fakultät Paderborn[27]

## Schriften (Auswahl)

### Monographien
- Der Glaube vor dem Anspruch der Wissenschaft: Die Konstitution über den katholischen Glauben „Dei Filius“ des Ersten Vatikanischen Konzils und die unveröffentlichten theologischen Voten der vorbereitenden Kommission (= Freiburger Theologische Studien, Bd. 87). Herder, Freiburg 1968 (zugleich Dissertation).
- Unfehlbarkeit und Souveränität. Die päpstliche Unfehlbarkeit im System der ultramontanen Ekklesiologie des 19. Jahrhunderts. (Tübinger Theologische Studien, Band 5), Matthias-Grünewald-Verlag, Mainz 1975 (zugleich Habilitation).
- Die Rolle des Papsttums im Dritten Jahrtausend (= Quaestiones disputatae, Bd. 179). Herder, Freiburg 1999; französische Ausgabe: Le role de la papauté au troisième millénaire. Les Éditions du Cerf, Paris 2001; italienische Ausgabe: Il ruolo del papato nel terzo millennio.  Queriniana, Brescia 2002.

### Aufsätze
- Das Bleibende an Amt und Sendung des Presbyters: Die ekklesiologische Einordnung des Priesteramtes als Anliegen gegenwärtiger Theologie. In: Lebendige Seelsorge, Jg. 21 (1970), S. 39–48.
- Theologie der synodalen Strukturen. In: Adolf Exeler (Hrsg.): Fragen der Kirche heute. Echter, Würzburg 1972, S. 164–182.
- Die Zuordnung von Laie und Priester im pastoralen Dienst. In: Lebendige Seelsorge, Jg. 29 (1978), S. 9–18.
- Die Verwirklichung des 2. Vatikanischen Konzils. Zentrales Anliegen des Großen Jubiläums 2000, In: Communio. Internationale Katholische Zeitschrift, Jg. 30 (2001), S. 251–260.
- Das Zweite Vatikanische Konzil und die Communio in Christo. In: Communio in Christo, Jg. 27 (2004), Hedt 1, S. 30–35.
- Brennpunkt Weihesakrament. In: Reinhard Göllner (Hrsg.): Gott erfahren. Religiöse Orientierung durch Sakramente (= Theologie im Kontext, Bd. 13). Lit, Münster 2005, S. 73–89.

### Als Herausgeber und Mitherausgeber
- mit Giuseppe Alberigo und Yves Congar: Kirche im Wandel: Eine kritische Zwischenbilanz nach dem Zweiten Vatikanum. Patmos, Düsseldorf 1982.
- mit Giuseppe Alberigo und Jean-Pierre Jossua: Die Rezeption des Zweiten Vatikanischen Konzils. Patmos, Düsseldorf 1986.
- mit Walter Kern und Max Seckler: Handbuch der Fundamentaltheologie. Herder, Freiburg 1985–1988; zweite, verbesserte und aktualisierte Auflage: A. Francke, Tübingen/Basel 2000 (UTB 8170–8173); italienische Übersetzung bei Queriniana, Brescia 1990.
  - Bd. I: Traktat Religion. 1985.
  - Bd. II: Traktat Offenbarung. 1985.
  - Bd. III: Traktat Kirche. 1986.
  - Bd. IV: Traktat theologische Erkenntnislehre. 1988.